# Bürchen (Szwajcaria)
Bürchen (gsw. Birchu) – miejscowość i gmina (Politische Gemeinde) w południowej Szwajcarii, w kantonie Valais, w okręgu (Bezirk) Westlich Raron. 

## Demografia
W Bürchen mieszka 749 osób. W 2021 roku 5,7% populacji gminy stanowiły osoby urodzone poza Szwajcarią. 